# Група дерев та кущів
Гру́па дере́в та кущі́в — ботанічна пам'ятка природи місцевого значення в Україні. Розташована в центральній частині міста Стрий Львівської області, на площі Незалежності.
Площа 0,5 га. Статус надано 1984 року. Перебуває у віданні Стрийського міськкомунгоспу.
Статус надано з метою збереження мальовничої групи дерев і кущів різних видів.

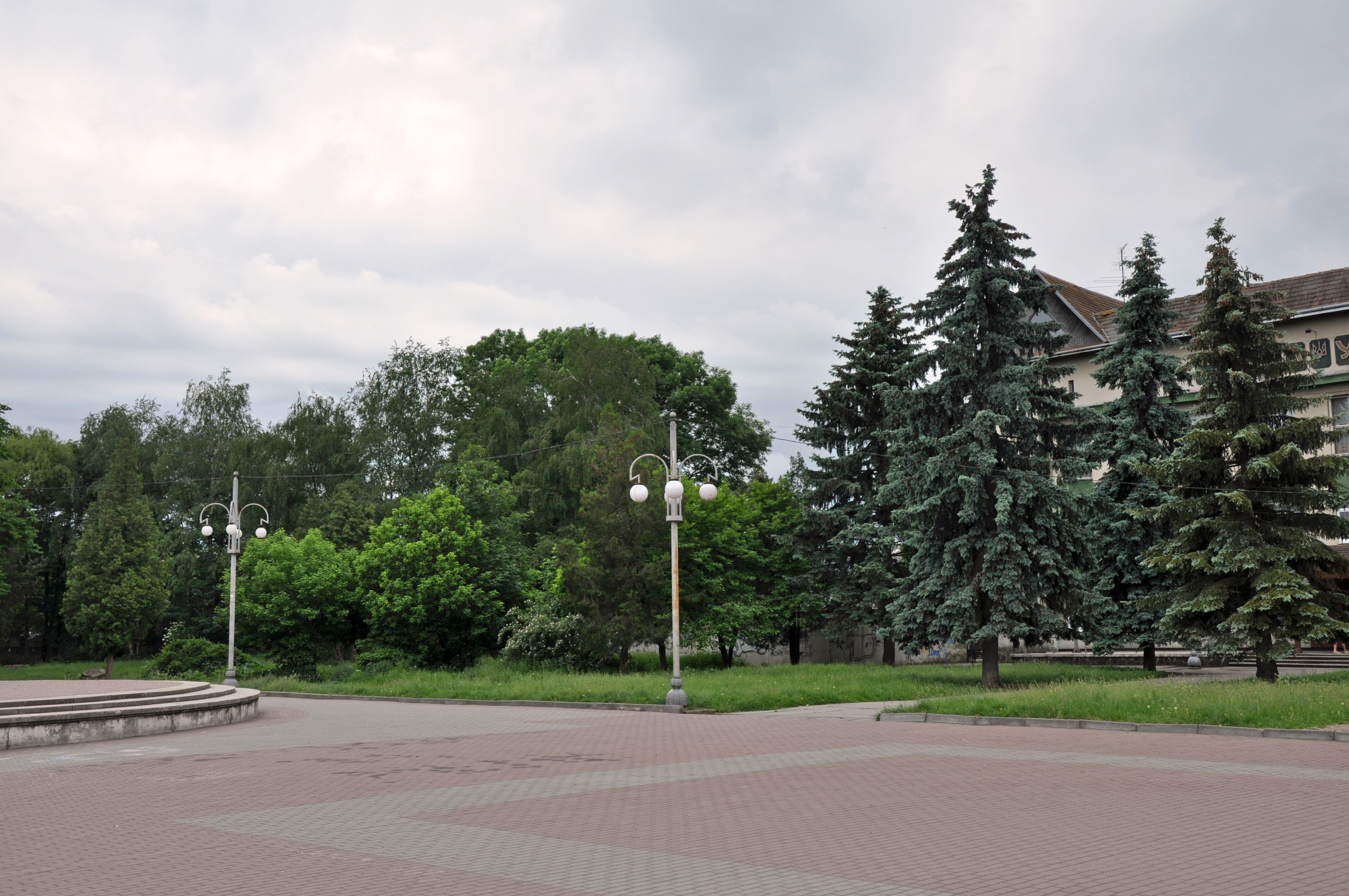
Група дерев та кущів